# Geraldton City
Geraldton City var en kommun i Western Australia, Australien. Kommunen, som bestod av staden Geraldton hade en yta på 46 km², och en uppskattad folkmängd 2007 på 20 333 invånare. 
Kommunen slogs 2007 samman med Greenough Shire, som innefattade landsbygden runt Geraldton samt en del industriområden och förorter till staden, varvid kommunen Geraldton-Greenough City bildades. Det är nu en del av Greater Geraldton City.